# Trichiodera bicarinita
Trichiodera bicarinita är en skalbaggsart som beskrevs av Gyllenhall 1817. Trichiodera bicarinita ingår i släktet Trichiodera och familjen Melolonthidae. Inga underarter finns listade i Catalogue of Life.